# Quand les feuilles tomberont
Pour plus de détails, voir Fiche technique et Distribution.
Quand les feuilles tomberont est un film muet français réalisé par Fernand Rivers et sorti en 1921.

## Fiche technique
- Réalisation : Fernand Rivers, assisté de Marcel Simon
- Scénario : Fernand Rivers, adaptation avec Marcel Simon
- Sociétés de production : Société cinématographique des auteurs et gens de lettres	(S.C.A.G.L.) et Les Films Fernand Rivers
- Société de distribution d'origine : Pathé-Consortium-Cinéma
- Pays de production :  France
- Format : Muet - Noir et blanc
- Genre : Court-métrage dramatique
- Format :  Muet - Noir et blanc
- Métrage : 1 255 mètres
- Année de sortie :  1921

## Distribution
- Pépa Bonafé
- Georges Colin
- André Dubosc
- Madeleine Lambert